# حروب الماء في كاليفورنيا

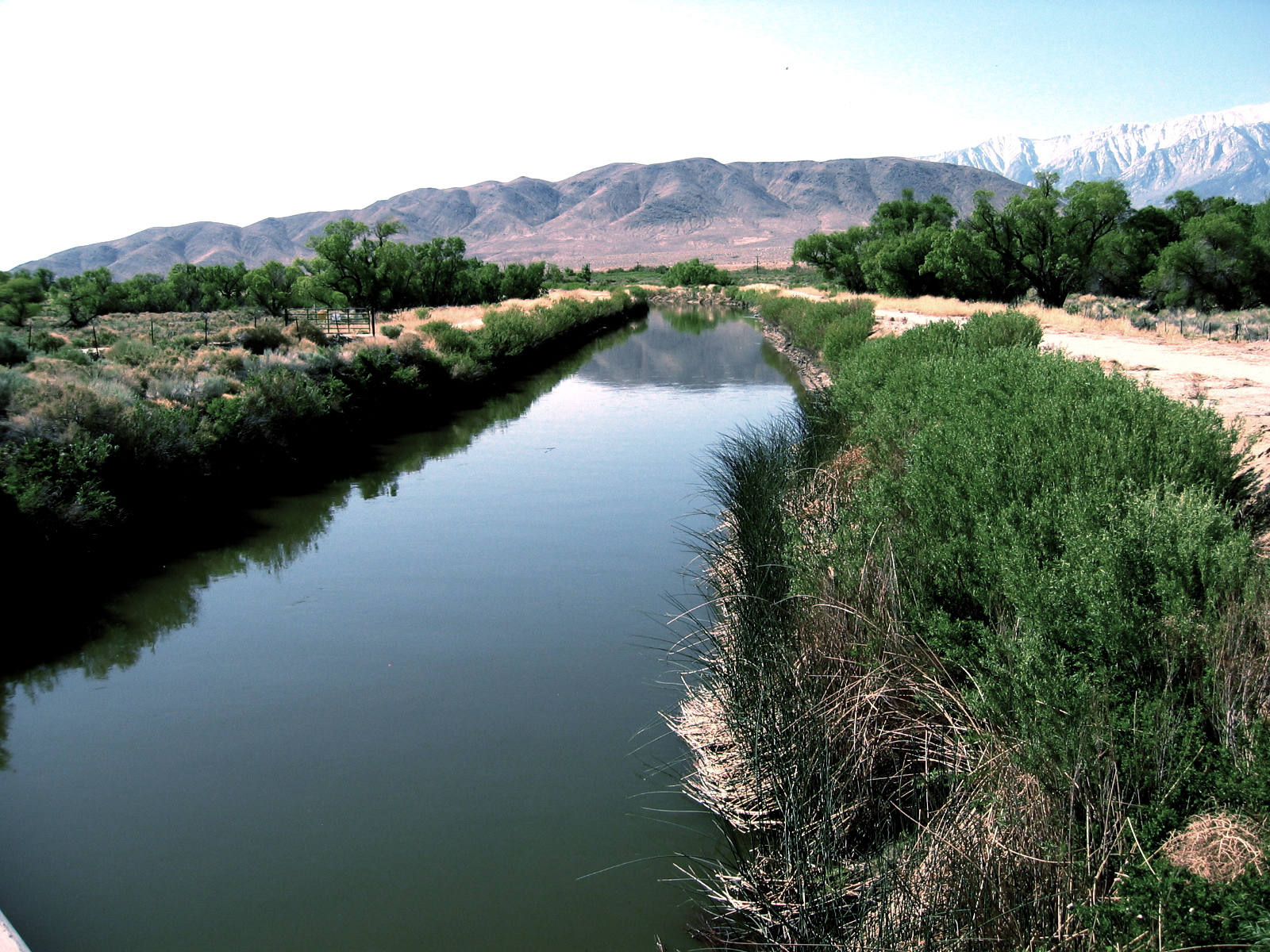

حروب الماء في كاليفورنيا هي سلسلة من الصراعات السياسية بين مدينة لوس أنجلس والمزارعين وأصحاب المزارع في وادي أوينز في شرق كاليفورنيا حول حقوق المياه.
مع توسع لوس أنجلس في أواخر القرن 19، بدأت تنمي كميات أكبر من مياهها. أدرك فرِد إيتن، عمدة لوس أنجلس، أن الماء قد يتدفق من وادي أوينز إلى لوس أنجلس عبر قناة مائية. وقد أُنجز بناء القناة سنة 1913 تحت إشراف وليام مولهولاند. وقد اكتُسبت الحقوق المائية بواسطة القتال السياسي، كما وصفه أحد الكتاب: «احتيال، حيَل، إستراتيجية من الأكاذيب».:62
منذ سنة 1913، حُوِّل مجرى نهر أوينز إلى لوس أنجلس، ما تسبب في دمار اقتصاد الوادي. وبحلول القرن العشرين، تحولت الكثير من المياه عن وادي أوينز حتى أصبحت الزراعة صعبة. ما دفع المزارعين إلى محاولة تدمير القناة عام 1924. انتصرت لوس أنجلس وأبقت الماء يتدفق. وبحلول عام 1926، كانت بحيرة أوينز في قاع وادي أوينز جافة تمامًا بسبب تحويل المياه.
استمرت حاجات لوس أنجلوس للماء في النمو. سنة 1941، حوَّلت لوس أنجلس الماء إلى القناة التي كانت تغذي سابقا بحيرة مونو شمال وادي أوينز.

## وادي أوينز قبل الحروب المائية
كانت قبائل البايوت السكان الأصليين للوادي، وكانوا يستخدمون الري لزراعة المحاصيل.:59
سنة 1833، قاد جوزيف ريدفورد ووكر أول بعثة معروفة إلى وسط كاليفورنيا الذي سيُسمى لاحقًا وادي أوينز. رأى ووكر أن ظروف تربة الوادي أدنى من تلك الموجودة في الجانب الآخر من سلسلة جبال سييرا نيفادا، وأن الجريان السطحي للجبال يُمتص في الأرض الصحراوية القاحلة.
سنة 1861، بدأ سامويل بيشوب وغيره من مربي الماشية يربون الأبقار على العشب الأخضر الذي ينمو في وادي أوينز. وحدث نزاع بين أصحاب المزارع وقبائل البايوت على استخدام الأراضي والمياه، طرد الجيش الأميركي معظم قبائل البايوت من الوادي سنة 1863 خلال حرب وادي أوينز الهندية.
العديد من المستوطنين جاءوا إلى المنطقة لوعودهم بالثروات الناتجة عن التعدين. وقد جعل توافر المياه من نهر أوينز الزراعة وتربية الماشية أمرا جذابًا. منح قانون المزارع لعام 1862 الرواد، خمس سنوات ليطالبوا بأرضهم ويحصلوا عليها مقابل رسم تسجيل بسيط ورسم 1.25 دولار للفدان. ويقتصر قانون المنازل على مساحة الأراضي التي يمكن للفرد امتلاكها في 160 فدانا (64.7 هكتارًا) من أجل إنشاء مزارع صغيرة.

## قناة لوس أنجلس: بداية حروب المياه
«فريدريك إيتن» و «ويليام مولهولاند» كانا من أبرز المسؤولين في حرب المياه بكاليفورنيا وكانا صديقين، بعد أن عملا معًا في شركة مياه لوس أنجلس الخاصة سنة 1880. سنة 1886، صار إيتن مهندسًا في المدينة ومولهولاند مشرفًا على شركة المياه. سنة 1898، انتُخب إيتن عمدةً لمدينة لوس أنجلوس، وكان له دور حاسم في تحويل شركة المياه إلى سلطة المدينة سنة 1902. عندما أصبحت الشركة إدارة المياه في لوس أنجلس، استمر مولهولاند في منصب المشرف بسبب معرفته الواسعة بشبكة المياه.
كان إيتن ومولهولاند يتخيلان لوس أنجلس التي ستصبح أكبر بكثير في بداية القرن العشرين. كان العامل المقيِّد لنمو لوس أنجلس هو تزويد الماء. قال مولهولاند في تعليق شهير: «إذا لم تحصل على الماء فلن تحتاج إليه». إيتن ومولهولاند أدركا أن وادي أوينز يحتوي على كمية كبيرة من مياه الصرف السطحي من سييرا نيفادا، وأن قناة تعمل بالجاذبية قد تنقل مياه أوينز إلى لوس أنجلس.

### الحصول على حقوق المياه 1902-1907
في بداية القرن العشرين، كان مكتب الاستصلاح في الولايات المتحدة، المعروف آنذاك باسم دائرة الاستصلاح في الولايات المتحدة، يخطط لبناء نظام ري لمساعدة مزارعي وادي أوينز، الذي سيمنع لوس أنجلس من تحويل المياه.
في الفترة 1902 - 1905، استخدم إيتن ومولهولاند أساليب ماكرة للحصول على حقوق المياه وعرقلة مكتب الاستصلاح. كان المهندس الإقليمي للمكتب، جوزيف ليبينكوت، شريكًا مقربًا لإيتن، وكان إيتن وكيلًا اسميًا للمكتب من خلال ليبينكوت، لذلك استطاع إيتن الاطلاع على معلومات داخلية عن حقوق المياه والتوصية للمكتب باتخاذ إجراءات مفيدة للوس أنجلس. بالمقابل، حين كان ليبينكوت موظفًا لدى المكتب، عمل أيضًا مستشارًا خاصًا يتقاضى أجرًا لدى إيتن، إذ قدم المشورة إلى لوس أنجلس بشأن أفضل طريقة للحصول على حقوق المياه.:152
للمساعدة في الحصول على حقوق المياه سنة 1905، قدم إيتن عروضًا كبيرة لشراء أرض في وادي أوينز. أثار حماس إيتن الشكوك لدى بعض سكان إينيو المحليين. اشترى إيتن قطعة أرض بوصفه مواطنًا عاديًا، على أمل بيعها مرة أخرى إلى لوس أنجلس بأرباح مرتَّبة. زعم إيتن في مقابلة مع صحيفة لوس أنجلس إكسبريس سنة 1905 أنه سلم كل حقوقه في المياه إلى مدينة لوس أنجلس دون أن يدفع ثمنها، «باستثناء أنني احتفظت بالماشية التي أُجبرت على أخذها لعقد الصفقات، ومراع جبلية لا قيمة لها إلا لأغراض الرعي». انتقل إيتن إلى وادي أوينز ليصبح مربي ماشية على الأرض التي اشتراها. وطالما أنكر أنه تصرف بطريقة خادعة.
ضلل مولهولاند الرأي العام في لوس أنجلس بتقليل كمية المياه المتوفرة محليًا لنمو لوس أنجلس إلى حد بعيد. ضلل مولهولاند أيضًا سكان وادي أوينز، فأشار إلى أن لوس أنجلس لن تستخدم سوى التدفقات غير المستخدمة في وادي أوينز، في حين يخطط لاستخدام كامل حقوق المياه لملء طبقة المياه الجوفية في وادي سان فرناندو.

### بناء القناة وتشغيلها 1908-1928
في الفترة 1907 - 1913، أمر مولهولاند ببناء القناة. تطلبت قناة لوس أنجلس التي بلغ طولها 375 كيلومترًا وافتتحت في نوفمبر 1913 أكثر من 2,000 عامل وحفر 164 نفقًا. قالت حفيدة مولهولاند إن تعقيد المشروع يشبه بناء قناة بنما. وصلت المياه من نهر أوينز إلى خزان في وادي سان فرناندو في نوفمبر 1913.
وبعد اكتمال القناة، طلب المستثمرون في سان فرناندو كميات كبيرة من الماء من وادي أوينز حتى بدأت تتحول من «سويسرا في كاليفورنيا» إلى صحراء. فقد مُنع مولهولاند من الحصول على مياه إضافية من نهر كولورادو، فقرر أخذ كل المياه المتوفرة من وادي أوينز.

## القناة الثانية لوادي أوينز، 1970 - حتى الآن
سنة 1970، أكملت «إل إي دي دبليو بيِ» مشروع القناة ثانية. سنة 1972، بدأت الوكالة بتحويل المزيد من المياه السطحية وضخ المياه الجوفية بمعدل مئات آلاف الفدادين في السنة (عدة أمتار مكعبة في الثانية). فقد جفت الينابيع والمرشحات في وادي أوينز واختفت، وبدأت النباتات المعتمدة على المياه الجوفية تنقرض.
ولما كان «إل إي دي دبليو بيِ» لم يكمل قط تقريرًا عن الأثر البيئي يتناول آثار ضخ المياه الجوفية، فقد رفعت مقاطعة إنيو دعوى على لوس أنجلس بموجب أحكام قانون كاليفورنيا المتعلق بنوعية البيئة. لم تتوقف لوس أنجلس عن ضخ المياه الجوفية، لكنها قدمت تقريرًا قصيرًا عن استخدام المياه الجوفية سنة 1976 وتقريرًا ثانيًا سنة 1979، وقد رفضتهما المحكمة.
سنة 1991، وقَّعت مقاطعة إنيو ومدينة لوس أنجلس اتفاق المياه طويل الأجل، الذي يقضي بإدارة ضخ المياه الجوفية لتجنب حدوث آثار كبيرة مع توفير إمدادات مياه موثوقة لمدينة لوس أنجلس. وسنة 1997، وقعت مقاطعة إنيو، ولوس أنجلس، ولجنة وادي أوينز، ونادي سييرا، وأطراف معنية أخرى مذكرة تفاهم تنص على شروط محددة لإعادة ري نهر أوينز السفلي بحلول يونيو 2003 تخفيفًا جزئيًا للأضرار التي لحقت بوادي أوينز.

## بحيرة مونو
بحلول ثلاثينيات القرن العشرين، استمرت احتياجات لوس أنجلس من المياه في الازدياد. وبدأ «إل إي دي دبليو بيِ» بشراء حقوق المياه في حوض مونو، الحوض التالي الواقع شمال وادي أوينز. بُني امتداد للقناة شمل أنفاقًا هندسية كحفر الأنفاق في حفر البركان الوحيد، حقل بركاني نشط. وبحلول سنة 1941، انتهى التمديد، وحُوِّلت المياه في جداول مختلفة -مثل جدول رَش- إلى القناة. ولاستيفاء قانون المياه في كاليفورنيا، أنشأ هذا المشروع مقفسًا للسمك على هوت كريك، قرب بحيرات ماموث في كاليفورنيا.
كانت الجداول المسحوبة تغذي سابقًا بحيرة مونو، وهي بحيرة مائية داخلية لا منفذ لها. وتعمل بحيرة مونو حلقة وصل حيوية للنظام الإيكولوجي، إذ تعشش طيور النورس والطيور المهاجرة. لأن الجداول حُوِّل مسارها، بدأ منسوب المياه في بحيرة مونو بالانخفاض، ما فضح تكوينات الطوفة. أصبحت المياه أكثر ملوحة وقلوية، ما يهدد الروبيان المالح الذي كان يعيش في البحيرة. وتؤدي الزيادة في الملوحة إلى انخفاض حجم البالغين ومعدلات النمو وأحجام المواليد ووفيات الإناث في أثناء دورتهن الإنجابية. وقد أدى تغير مستويات الملوحة نتيجة لتسرب المياه إلى تعريض هذا النوع للخطر، فضلًا عن الطيور التي عششت في جزيرتين -جزيرة نيغيت وجزيرة باوها- في البحيرة. بدأ انخفاض منسوب المياه بإقامة جسر بري إلى جزيرة نيغت، ما أتاح للحيوانات المفترسة أن تتغذى على بيض الطيور للمرة الأولى.
سنة 1974، بدأ دايڤيد ڠينز يدرس بيولوجيا بحيرة مونو. سنة 1975، عندما كان في ستانفورد، بدأ يولي اهتمامه للنظام البيئي لبحيرة مونو. وأدى ذلك إلى صدور تقرير عام 1977 عن النظام الإيكولوجي لبحيرة مونو سلط الضوء على الأخطار الناجمة عن تحويل المياه. وسنة 1978، أنشئت لجنة بحيرة مونو لحماية البحيرة. وفي نهاية المطاف، فصلت هيئة مراقبة موارد المياه في ولاية كاليفورنيا في جميع الدعاوى سنة 1994.